# هاري سينغ (رياضي)
هاري سينغ (بالإنجليزية: Hari Singh)‏ هو عداء مراثوني هندي، ولد في 1961.

## وصلات خارجية
- هاري سينغ على موقع الاتحاد الدولي لألعاب القوى (الإنجليزية)